# 張水院
張水院（韓語：장수원，1980年7月16日—），韓國男歌手、演員，1997年以六人男子團體水晶男孩出道。2002年與金在德組成二人團體J-Walk，發行多張專輯和單曲。2013年參與KBS 2 TV 週五劇《夫婦診所：愛情與戰爭2》偶像特輯演出，意外以無靈魂的機器人演技受到矚目，被戲稱為元祖機器人、機器人演技鼻祖，不僅劇中經典台詞成為流行語，本人也再度爆紅，以機器人形象接拍了多支CF，迎來事業的第二春。
2016年4月，水晶男孩全體成員透過MBC綜藝節目《無限挑戰》企劃特輯《星期六星期六是歌手2－水晶男孩特輯》再度獲得注目，從而以團體形式重啟活動。5月11日發表官方聲明，水晶男孩除目前身為事業家的高志溶外，其餘五人以團體名義與YG娛樂簽約，正式展開活動；2017年11月，張水院與YG娛樂簽訂個人專屬合約，正式成為YG娛樂旗下藝人。

## 經歷

### 早期生涯（1997年之前）
張水院出生於首爾特別市，家庭成員除父母外還有一位哥哥。從小性格安靜害羞的他在中學時愛上唱歌跳舞，常偷偷在房內跟著偶像Deux和徐太志和孩子們的歌練習，因而衍生出想當歌手的念頭，但他不敢告訴任何人，只是把想法藏在心底。高中時跟著幾個同好一起隨性練習，一群人意外得到DSP媒體公司新男團的試鏡機會；張水院表演了Solid1995年的熱門歌曲《抓住今夜的尾巴（이 밤의 끝을 잡고）》通過初試，卻因同伴皆落選、並且自認還沒準備好而想打退堂鼓，複試時直言自己唱跳都不好，不料坦率態度和清秀外貌吸引了面試官以及被社長賦予共同決定權的成員姜成勳，最終通過試鏡，成為繼殷志源、姜成勳之後第三位確定成員。隨後又加入擅長舞蹈的金在德和李宰鎮，以及外貌出色的高志溶，六人共同組成水晶男孩，於1997年4月15日正式出道。

### 水晶男孩時期（1997年－2000年）
水晶男孩出道後旋即獲得極大反響，成為H.O.T.最大對手，兩團在當時並稱為90年代後期韓國歌壇兩大山脈。

### J-Walk時期（2002年－2013年）
2000年5月水晶男孩解散後，張水院與昔日隊友金在德攜手組成二人團體J-Walk繼續進行音樂活動，兩人在水晶男孩時期一個唱得少、一個rap有濃重的釜山口音，因而未被業界看好，然而2002年3月首張專輯《Suddenly》推出後獲得一片好評，專業評論與市場反應雙雙告捷。隨後在10月份打鐵趁熱推出正規二輯《Someday》，同樣受到喜愛。
2004年到2005年，J-Walk二位成員曾與Click-B當時四名成員合組六人團體JNC進行活動。
2007年10月，張水院再度與金在德攜手合作，帶著J-Walk首張迷你專輯《여우비》回歸樂壇。
2008年6月，J-Walk推出第三張正規專輯《My Love》，同名主打歌找來水晶男孩隊長殷志源擔任rapper。然而專輯發行前不久，金在德接獲徵召令決定入伍，最後由張水院獨自進行專輯的宣傳活動。2009年12月30日張水院入伍，J-walk團體行程暫時中止。

在金在德和張水院相繼服役期間，J-Walk有長達五年僅推出OST和數位單曲，先行退役的金在德則大量出演綜藝，直到2013年二人才再度重聚，發行迷你專輯《Love...Painfully》。截至2015年止，J-Walk共發行3張正規專輯、2張迷你專輯，以及多首數位單曲與OST。

### 機器人演技爆紅（2014年－2015年）
2013年9月，張水院參與KBS2 TV週五劇《夫婦診所：愛情和戰爭2》偶像特輯演出，平淡的表情和沒有抑揚頓挫的語調被謔稱機器人演技，起初招致不少惡評，不料2014年5月在《黃金漁場 Radio Star》的演技之神特輯上，坦率真誠的態度十分討喜，蹩腳演技反成萌點，因而大受歡迎，讓他在節目播出當下即登上韓網熱搜榜，用機器人語氣說著劇中台詞「沒關係嗎？」「嚇到了吧？」一時蔚為熱潮，不僅在各種綜藝節目中被爭相模仿，本人也成為綜藝節目新寵，各方邀約蜂擁而至，甚至以機器人形象接拍多支CF和宣傳片；加上擁有清秀外貌和巧克力腹肌，也成為報章雜誌競相報導的熱門人物。2014年底白承龍導演拍攝以大熱電視劇《未生》為原型的模仿劇《微生物》，邀請張水院再度以機器人演技演出劇中的男主角，引起熱議，有不少觀眾表示對張水院演技變好感到不習慣，足見機器人演技已自成一格並深受喜愛。

### 水晶男孩重組（2016年－至今）
2016年4月，MBC綜藝節目《無限挑戰》企劃特輯《星期六星期六是歌手（六六歌）》第二季以水晶男孩為特輯主角，六名成員在16年後首度合體。不僅游擊演唱會大為成功，節目播出後亦獲得巨大迴響，多首當年名曲重新回到音源榜內，〈Couple〉一曲也在發行18年後重回KBS音樂節目《音樂銀行》排行榜，取得第11名的成績。成員們的凍齡外貌與更上一層樓的專業實力更是深受好評，也因此讓他們在國民的殷切期待中，順利重返韓國樂壇。5月11日發表官方聲明，除目前身為事業家的高志鎔外，其餘五人與YG娛樂簽訂團體約，正式以SECHSKIES之名重啟活動。
9月10日、11日，水晶男孩在首爾奧林匹克體操競技場舉辦睽違16年的大型演唱會「YELLOW NOTE」，進場觀眾人數逾兩萬。10月1日，水晶男孩在釜山舉行的「釜山同一個亞洲文化節（BOF）開幕演唱會」演出，歌迷們承租六十台遊覽車，聚集六千多人到場支持，聲勢驚人。不僅令現場其他歌手的粉絲嘆服，紛紛錄影上傳分享，媒體也爭相報導。
水晶男孩的重組，讓原本已因機器人形象而擁有高知名度的張水院人氣更上一層樓，各方邀約不斷，個人固定出演的綜藝節目就包含了《Let's GO時間探險隊3》、《真實的帥氣的》以及《本月的活動王》等節目。
2021年6月11日，韓國媒體《SPOTV NEWS》報導張水院正在籌備婚禮，未婚妻為年長一歲的頂級演員造型師。張水院翌日透過經紀公司YG娛樂發表聲明承認戀情，表示正與女友以結婚為前提交往中，但受2019冠狀病毒病疫情的影響，現在談論婚禮具體計劃還尚早。10月28日，韓國媒體報導張水院將與女友在11月14日舉辦婚禮，婚禮將以非公開方式舉辦，只有親人好友參加。
|                                 | 大家好，我是水晶男孩的張水院。以水晶男孩出道至今已經25年的我，遇到了朝著同一個方向，互相珍惜和理解，想共渡餘生的人。雖然想最先告訴一直給予我很大力量的粉絲們，卻沒能做到這一點，但是很高興能給大家帶來這樣的好消息。由於新冠肺炎疫情對許多人來說是困難時期，所以婚禮具體計劃現在還為時尚早，希望不久後能有機會再和大家致意。再次感謝一直信任和支持我的粉絲們，也想對水晶男孩的成員們說聲謝謝。 |
| ——張水院於6月12日發表的聲明全文 | |

### 個人事業
在2007年，張水院和造型師一起經營服飾購物中心DRESSMAN，並有可觀的收入，但之後因張水院入伍服役，便停止其營運。2012年，張水院和朋友一起成立製造制服和麻布的公司，擔任登記理事的一職。據悉，張水院親自和男團JYJ成員金俊秀的父親進行會議後簽訂其飯店制服的合約。其後，張水院曾在蔚山經營西裝專門店和在東大門經營新加坡餐廳“Yummy Kampong”。目前，張水院正在江南區經營餐廳「暖男雞爪」（論峴張水院店）。

## 音樂作品

### J-Walk專輯
| 1. Suddenly, 2002.03.23 2. Someday, 2002.10.15 3. My Love(J-Walk album), 2008.06.09 1. J-Walk 2007 Mini Album, 2007 2. Love...Painfully, 2013 1. 俏皮機長 OST , 2012 (Opposite-Single) | 1. 안타까워 (Shame), 2008 2. 사랑한다 외쳐요 (Shout Out Love), 2009 3. Get On The Floor, 2011 (under the name "J-Walk Kim Jae Duc") 4. 프라프치노 (Frappuccino), 2013 5. 첫눈오는 날 (First Snow), 2013 6. 무슨말이 필요해 (What More Can I Say), 2014 (with Jui (주이)) 7. 비나이다 (I Beg You), 2014 |

### JNC專輯
| 正規專輯 - 《The New History Begins》[2004-10-6] | M/V - JNC - But （页面存档备份，存于） |

### 其他
- 張水院 - 독백 (From Me) (千年之愛Ost)[2003]
- 張水院 -이별이란/離別(天生緣分Ost)[2004]
- 하현곤 팩토리 - 널 잊을 수가 없어/Ha Hyun Gon Factory- I can't forget you ( ft. 張水院)[2008]
- 殷志源 - You're My V.I.P (ft. 張水院)[2010]
- 本月的活動王 「大勢隊」[註 1]-1990s [2016]

### 創作作品
韓國音樂著作權協會之登記編號：장수원 （W0404200），4首。
| 歌手     | 歌名             | 作曲 | 備註         |
| 水晶男孩 | Missing You      |      |              |
| 水晶男孩 | Pain             |      | 張水院solo曲 |
| 姜成勳   | 지난1년동안은    |      | 金在德填詞   |
| J-Walk   | 이대로사랑할게요 |      |              |

### 華語翻唱
J-Walk第一張專輯收錄曲《Suddenly》被華語歌手張智成翻唱為《明知故問》。

## 影視作品

### 主持
| 播出日期                | 頻道                           | 節目名稱                     | 備註                        |
| 2015年6月19日－9月4日   | MBC every1                     | 《秘密武器 她》              | E01－E12                    |
| 2015年7月16日－9月3日   | E Channel                      | 《更美味的乾杯》             | E01－E08                    |
| 2016年4月6日－10月12日  | 東亞TV                         | 《張水院、姜藝彬的To You》   | E01－E10                    |
| 2018年10月5日－10月12日 | MBN                            | 《Cart Show 2》              | E23－E24 越南特輯（特別MC） |
| 2020年3月24日－6月2日   | YouTube上的studio lululala頻道 | 《訪問銷售團》               | E01－E10                    |
| 2022年6月6日            | SBS                            | 《同床異夢2 - 你是我的命運》 | E248（特別MC）              |
| 2022年7月26日－10月4日  | YouTube上的Entero頻道          | 《Entero》                   | E00－E09                    |

### 固定綜藝[註 2]
| 播出日期                 | 頻道                              | 節目名稱                                      | 備註                                                                         |
| 2002年4月14日－05月11日  | MBC                               | 《同居同落》                                  | J-Walk共同出演                                                               |
| 2014年9月17日－10月22日  | QTV                               | 《衣櫃的妖精》                                | E01－E06                                                                     |
| 2015年3月27日－5月22日   | SBS                               | 《叢林的法則》                                | 中南半島篇，共9集                                                            |
| 2015年10月29日－11月19日 | Coconut                           | 《Homo Ludens》                               | E01－E04                                                                     |
| 2016年2月4日－4月21日    | tvN                               | 《演員學校》                                  | E01－E12                                                                     |
| 2016年4月3日－12月4日    | Channel A                         | 《現在去見你》                                | E224－227、E229－E235、E237－E241、 E244－E245、E247、E249、E252、E254、E259 |
| 2016年4月27日－6月22日   | tvN                               | 《Let's GO時間探險隊3》                       | E01－E09                                                                     |
| 2016年5月4日－7月20日    | K-Star                            | 《真實的帥氣的》                              | E01－E12                                                                     |
| 2016年7月21日－8月11日   | MBN                               | 《超越想像秀，真的，假的》                    | E01－E04                                                                     |
| 2016年10月12日－10月21日 | JTBC                              | 《本月的活動王》                              | E01－E02                                                                     |
| 2016年11月16日－12月14日 | oksusu                            | 《玉米粒五兄弟》                              | E22－E36                                                                     |
| 2017年4月24日－5月12日   | Naver TV                          | 《旅行計劃者：Plan Man (New Beginning) 》     | E01－E15，與殷志源                                                           |
| 2017年7月31日－8月24日   | Naver TV                          | 《旅行計劃者：Plan Man (New Beginning) 》     | E01－E18，與殷志源                                                           |
| 2017年9月1日－9月29日    | KT Olleh TV                       | 《水晶男孩 無本質青春旅行——濟州島篇》         | E01－E07 + 未公開片段，水晶男孩全體出演                                      |
| 2017年12月13日－12月27日 | KT Olleh TV                       | 《水晶男孩 無本質青春旅行 SEASON 2》          | E01－E07，水晶男孩全體出演                                                   |
| 2018年9月4日－10月4日    | KT Olleh TV                       | 《G-WALK（殷志源 X J-WALK）的心動NICE SHOT!》 | E01－E10，與殷志源、金在德                                                   |
| 2019年4月15日－5月16日   | KT Olleh TV                       | 《水晶男孩，在峇里島的大小事》                | E01－E10，水晶男孩全體出演                                                   |
| 2019年5月23日－9月19日   | TV朝鮮                            | 《戀愛的滋味2》                               | E01－E16（演播室成員）                                                       |
| 2019年10月24日－12月19日 | TV朝鮮                            | 《戀愛的滋味3》                               | E01－E08（演播室成員）                                                       |
| 2020年1月31日－2月21日   | YouTube上的SECHSKIES頻道          | 《SECHSKIES FOR YOU》                         | E01－E04，水晶男孩全體出演                                                   |
| 2020年4月15日－4月30日   | Seezn                             | 《SECHKY娛樂館》                              | E01－E06，水晶男孩全體出演                                                   |
| 2020年5月15日－7月24日   | tvN、YouTube上的Channel十五夜頻道 | 《三時四餐》                                  | E00－E10，水晶男孩全體出演                                                   |
| 2021年1月22日－2月19日   | tvN、YouTube上的Channel十五夜頻道 | 《不要回頭看》                                | E01－E04，水晶男孩全體出演                                                   |
| 2021年4月24日－5月29日   | Seezn                             | 《尋找SECH KEY吧》                            | E01－E06，水晶男孩全體出演                                                   |

### 其他綜藝
| 播出日期                 | 頻道 | 節目名稱                          | 備註                       |
| 2002年5月18日            | MBC  | 《明星情侣最强战》                | J-Walk共同出演             |
| 2002年7月5日             | KBS2 | 《明星集賢殿》                    | J-Walk共同出演             |
| 2002年10月17日           | Mnet | 《비키의 막강생밤》               | J-Walk共同出演             |
| 2002年11月15日           | KBS2 | 《明星集賢殿》                    | J-Walk共同出演             |
| 2002年12月11日           | KBS  | 《야(夜)! 한밤에》                | J-Walk共同出演             |
| 2002年12月24日           | Mnet | 《비키의 막강생밤》               | J-Walk共同出演             |
| 2003年3月7日             | KBS2 | 《明星集賢殿》                    | J-Walk共同出演             |
| 2004年11月10日－11月17日 | SBS  | 《万元的幸福》                    | J-Walk共同出演             |
| 2007年10月10日           | ETN  | 《뻔FUN한 E-세상 :추적e니셜13분》 | J-Walk共同出演             |
| 2007年11月3日            | MBC  | 《明星金钟》                      | 與殷志源、金在德           |
| 2007年11月16日           | Mnet | 《STAR WATCH 24》                 | J-Walk共同出演             |
| 2007年11月19日           | SBS  | 《所罗门的选择》                  | E268，J-Walk共同出演       |
| 2007年11月23日           | Mnet | 《追蹤!X-boy friend》             | 與殷志源、金在德           |
| 2007年11月26日           | KBS2 | 《经济维他命》                    | J-Walk共同出演 ，出场2分钟 |
| 2007年11月30日           | KBS2 | 《尹道賢的情書》                  | 與殷志源、金在德           |
| 2007年11月30日           | Mnet | 《追蹤!X-boy friend》             | J-Walk共同出演             |
| 2007年12月23日           | MBC  | 《Cook and talk》                 | 與殷志源、金在德           |
| 2007年12月23日－12月29日 | SBS  | 《挑战千曲》                      | J-Walk共同出演             |
| 2008年2月17日            | SBS  | 《挑战千曲》                      | J-Walk共同出演             |
| 2008年5月3日             | MBC  | 《明星金钟》                      | J-Walk共同出演             |
| 2008年7月5日－7月12日    | MBC  | 《介绍明星的朋友 》               | E06-07                     |
| 2009年5月7日             | KBS2 | 《對決唱歌真好》                  | E57                        |
| 2009年6月15日－6月22日   | MBC  | 《來玩吧》                        | 至親特輯，與殷志源         |
| 2010年1月24日            | SBS  | 《金諪恩的巧克力》                | 與殷志源                   |

| 播出日期                 | 頻道      | 節目名稱                  | 備註                               |
| 2012年10月21日           | Channel A | 《現在去見你》            | E47                                |
| 2013年3月13日            | MBC       | 《黃金漁場 Radio Star》   | E309 後半段加入，J-Walk共同出演    |
| 2013年6月4日－6月11日    | QTV       | 《20世紀未少年》          | E08、E09，與殷志源、金在德         |
| 2013年10月20日           | SBS       | 《挑戰千曲》              | J-Walk共同出演                     |
| 2013年11月17日－11月24日 | KBS2      | 《出發夢之隊2》           | J-Walk共同出演                     |
| 2013年11月23日           | tvN       | 《SNL Korea》             | J-Walk共同出演                     |
| 2013年11月27日           | KBS       | 《維他命》                | J-Walk共同出演                     |
| 2013年12月20日           | QTV       | 《未少年通信-殷熙商談所》 | 與殷志源、金在德                   |
| 2013年12月21日           | JTBC      | 《隱藏歌手》              | 第二季E11 紫雨林篇，J-Walk共同出演 |
| 2014年1月4日             | KBS W     | 《預言家》                | J-Walk共同出演                     |
| 2014年1月7日             | KBS W     | 《收視率帝王》            | J-Walk共同出演                     |
| 2014年1月7日－1月14日    | Mnet      | 《The Beatles Code 3D》   | J-Walk共同出演                     |
| 2014年5月28日            | MBC       | 《黃金漁場 Radio Star》   | E377 演技之神                      |
| 2014年8月9日             | On Style  | 《W.I.S.H》               | 與殷志源、金在德                   |
| 2014年8月13日            | SBS       | 《深夜的TV演藝》          | E472                               |
| 2014年8月16日            | KBS       | 《演藝家中介》            |                                    |
| 2014年9月4日             | tvN       | 《Need More Romance》     | E23                                |
| 2014年9月26日            | StoryonTV | 《True live show》        | E24                                |
| 2014年10月5日            | tvN       | 《喜劇大聯盟》            | E92                                |
| 2014年10月11日           | KBS W     | 《收視率的帝王》          | J-Walk共同出演                     |
| 2014年10月18日           | tvN       | 《SNL Korea》             | E100                               |
| 2014年11月8日            | MBC       | 《無限挑戰》              | E403 六六歌第一季，J-Walk共同出演  |
| 2014年11月24日           | KBS2      | 《逃離危機no.1》          | E458                               |
| 2014年12月6日-12月27日   | MBC       | 《改變世界的Quiz》        | E275-278                           |
| 2014年12月18日           | KBS       | 《Happy Together 3》      | E377 我是最棒的特輯                |
| 2014年12月27日           | MBC       | 《尋找美味的TV》          | E651                               |
| 2015年1月3日－1月10日    | tvN       | 《眼色王》                | 試播節目，E01-E02                  |
| 2015年1月10日            | MBC       | 《改變世界的Quiz》        | E280                               |
| 2015年1月22日            | JTBC      | 《舌戰》                  | E99                                |
| 2015年1月23日            | MBC       | 《휴먼다큐 사람이 좋다》  | E109                               |
| 2015年1月24日            | MBC       | 《尋找美味的TV》          | E655                               |
| 2015年1月24日            | MBC       | 《改變世界的Quiz》        | E282                               |
| 2015年1月25日            | JTBC      | 《속사정쌀롱》            | E13                                |
| 2015年1月25日            | Channel A | 《現在去見你》            | E162                               |
| 2015年1月27日            | tvN       | 《現場脫口秀 Taxi》       | E365，與金在德、姜成勳             |
| 2015年1月31日            | MBC       | 《改變世界的Quiz》        | E283                               |
| 2015年2月2日             | KBS2      | 《大國民脫口秀-你好》     | E210                               |
| 2015年2月3日             | Mnet      | 《四種秀》                | S2 E04                             |
| 2015年2月25日            | KBS2      | 《透明人》                | E07                                |
| 2015年3月20日            | JTBC      | 《魔女狩獵》              | E84                                |
| 2015年4月15日            | tvN       | 《周三美食匯》            | E13                                |
| 2015年4月19日            | SBS       | 《Running Man》           | E243 大勢男競賽                    |
| 2015年6月20日            | tvN       | 《Always Cantare》        | E01                                |
| 2015年6月27日            | tvN       | 《Always Cantare》        | E02                                |
| 2015年8月1日             | tvN       | 《Always Cantare》        | E07                                |
| 2015年8月15日            | SBS       | 《Star King》             | E425，J-Walk共同出演               |
| 2015年10月2日            | JTBC      | 《魔女狩獵》              | E112                               |
| 2015年12月27日           | Channel A | 《現在去見你》            | E210                               |
| 2015年12月31日           | Mnet      | 《看見你的聲音》          | S2 E11                             |

| 播出日期                      | 頻道                                                                      | 節目名稱                                                             | 備註                                                                                             |
| 2016年1月7日                  | Mnet                                                                      | 《看見你的聲音》                                                     | S2 E12                                                                                           |
| 2016年2月2日                  | SBS                                                                       | 《Star King》                                                        | E436                                                                                             |
| 2016年2月9日                  | SBS                                                                       | 《나를 찾아줘》                                                      | E02                                                                                              |
| 2016年2月16日－2月23日        | SBS                                                                       | 《Star King》                                                        | E437－438                                                                                        |
| 2016年3月26日－4月2日         | O'live                                                                    | 《Tasty Road》                                                       | S7 E06－E07                                                                                      |
| 2016年4月16日－4月30日        | MBC                                                                       | 《無限挑戰》                                                         | E476-478 六六歌第二季 水晶男孩特輯，水晶男孩全體出演                                             |
| 2016年6月1日                  | MBC                                                                       | 《黃金漁場 Radio Star》                                              | E480 水晶男孩特輯，水晶男孩全體出演                                                              |
| 2016年6月6日－6月13日         | JTBC                                                                      | 《拜託了冰箱》                                                       | E82－E83                                                                                         |
| 2016年6月8日                  | On Style                                                                  | 《Get It Beauty》                                                    | E19「Talking Mirror」環節                                                                        |
| 2016年6月9日                  | O'live                                                                    | 《今天吃什麼》                                                       | E160                                                                                             |
| 2016年6月10日                 | KBS2                                                                      | 《柳喜烈的寫生簿》                                                   | E323，水晶男孩全體出演                                                                           |
| 2016年7月21日                 | O'live                                                                    | 《今天吃什麼》                                                       | E172                                                                                             |
| 2016年11月20日                | SBS                                                                       | 《Running Man》                                                      | E326，水晶男孩全體出演                                                                           |
| 2016年11月30日                | MBC                                                                       | 《黃金漁場 Radio Star》                                              | E503，水晶男孩全體出演                                                                           |
| 2016年12月7日－12月14日       | MBC every1                                                                | 《Weekly Idol》                                                      | E280－E281，水晶男孩全體出演                                                                     |
| 2016年12月22日                | KBS Joy                                                                   | 《Doctor House》                                                     | E01                                                                                              |
| 2016年12月28日－2017年1月11日 | tvN                                                                       | 《我所剩下的48小時》                                                 | E05－E07                                                                                         |
| 2017年5月14日                 | MBC                                                                       | 《Section TV 演藝通信》                                              | E878，水晶男孩全體出演                                                                           |
| 2017年5月24日                 | JTBC                                                                      | 《請給一頓飯Show》                                                   | E32，與殷志源                                                                                    |
| 2017年5月25日－6月1日         | tvN                                                                       | 《人生酒館》                                                         | E21－E22，水晶男孩全體出演                                                                       |
| 2017年5月28日                 | Daum tvPot                                                                | 《My Little Television》                                             | E50（網路直播），水晶男孩全體出演                                                                |
| 2017年6月3日－6月10日         | MBC                                                                       | 《My Little Television》                                             | E100 - E101（節目播出），水晶男孩全體出演                                                        |
| 2017年6月10日                 | MBC                                                                       | 《哥哥的想法》                                                       | E04，水晶男孩全體出演                                                                            |
| 2017年8月16日－9月6日         | OLIVE、tvN                                                                | 《吃貨48小時》                                                       | E27－E30，與李宰鎮、金在德                                                                       |
| 2017年10月7日                 | MTV Japan                                                                 | 《YG Family Video & Live Special》                                   | E01，水晶男孩全體出演                                                                            |
| 2017年10月17日                | 搜狐視頻                                                                  | 《搜狐視頻娛樂播報》                                                 | 《女團舞撒嬌卡通自拍 沒錯！是你認識的水晶男孩》，水晶男孩全體出演                                |
| 2017年11月1日                 | tvN                                                                       | 《Albatross》                                                        | E08                                                                                              |
| 2017年11月3日                 | 愛奇藝                                                                    | 《娛樂大事件》                                                       | 《獨家專訪水晶男孩:成員爆笑互懟 黑歷史大公開》，水晶男孩全體出演                                 |
| 2017年12月10日                | MBC                                                                       | 《Section TV 演藝通信》                                              | E899，水晶男孩全體出演                                                                           |
| 2017年12月16日                | JTBC                                                                      | 《認識的哥哥》                                                       | E106，水晶男孩全體出演                                                                           |
| 2017年12月31日                | SBS                                                                       | 《Running Man》                                                      | E383，水晶男孩全體出演                                                                           |
| 2018年3月23日                 | Comedy TV                                                                 | 《炸雞的帝王》                                                       | E11                                                                                              |
| 2018年6月23日                 | MBC                                                                       | 《意外的Q》                                                          | E08                                                                                              |
| 2018年8月9日                  | MBN                                                                       | 《Cart Show 2》                                                      | E15，與金在德                                                                                    |
| 2018年9月6日                  | Comedy TV                                                                 | 《宇宙的說往說來》                                                   | E05                                                                                              |
| 2018年9月8日                  | MBC                                                                       | 《意外的Q》                                                          | E18 表情符號運動會                                                                               |
| 2018年10月1日－10月10日       | YouTube上的YG KRUNK頻道                                                   | 《［KRUNK INSIDE］w/ 水晶男孩張水院、金在德 （页面存档备份，存于）》 | E01－E02，與金在德                                                                               |
| 2018年10月6日                 | GS SHOP LIVE                                                              | 《SHOW ME THE TREND》                                                | 與殷志源、金在德                                                                                 |
| 2018年11月14日                | MBC every1                                                                | 《大韓外國人》                                                       | E05                                                                                              |
| 2019年4月4日                  | Channel A                                                                 | 《相信我跟我來，都市漁夫》                                           | E83，與殷志源                                                                                    |
| 2019年5月22日                 | YouTube上的SMCCCLAB頻道                                                   | 《TL:Talk Live （页面存档备份，存于）》                              | E01 在獨木酒桌上見面的世紀末競爭對手😎 人氣偶像水晶男孩及男子雙人組合J-Walk'金在德'&'張水院'出動 |
| 2019年5月26日                 | JTBC                                                                      | 《K-POP CHALLENGE <Stage K>》                                        | E07 K-Leaders特輯（Dream Star）                                                                  |
| 2019年6月15日                 | MBN                                                                       | 《訓MAN正音》                                                        | E08 訓MAN們的特級至親特輯                                                                        |
| 2019年7月6日                  | tvN                                                                       | 《驚人的星期六》                                                     | E66 1999夢想演唱會                                                                               |
| 2019年7月9日                  | JTBC                                                                      | 《Idol Room》                                                        | E58，與殷志源                                                                                    |
| 2019年7月10日                 | Naver TV上的怪異約會頻道 （页面存档备份，存于）、YouTube上的tvN D ENT頻道 | 《怪異約會 （页面存档备份，存于）》                                  | E14 怪約愛好者張水院的性感帶是冷落？                                                             |
| 2019年7月20日－7月27日        | tvN                                                                       | 《傻瓜們的監獄生活》                                                 | E19－E20                                                                                         |
| 2019年8月16日                 | JTBC2                                                                     | 《惡評之夜》                                                         | E09                                                                                              |
| 2019年8月20日                 | MBC every1                                                                | 《Video Star》                                                       | E158 動搖的友情！商業至親特輯，與金在德                                                          |
| 2019年8月21日                 | Naver TV上的怪異約會頻道 （页面存档备份，存于）、YouTube上的tvN D ENT頻道 | 《怪異約會 （页面存档备份，存于）》                                  | E20 比未入學兒童更難進行的怪朋介特輯(feat. 亂七八糟)                                             |
| 2019年10月27日                | tvn                                                                       | player                                                               | E15                                                                                              |
| 2020年1月30日                 | KBS2                                                                      | 《Happy Together 4》                                                 | E68 只是工作的關係，水晶男孩全體出演                                                             |
| 2020年1月31日                 | Kakao TV                                                                  | 《Ok-Hee's Interview》                                               | E07 水晶男孩篇，水晶男孩全體出演                                                                 |
| 2020年2月1日                  | KBS2                                                                      | 《柳喜烈的寫生簿》                                                   | E477，水晶男孩全體出演                                                                           |
| 2020年2月7日                  | YouTube上的Piki Pictures頻道                                              | 《媽媽睡著後》                                                       | E58，水晶男孩全體出演                                                                            |
| 2020年2月11日                 | JTBC                                                                      | 《Idol Room》                                                        | E87，水晶男孩全體出演                                                                            |
| 2020年2月15日－2月22日        | MBC                                                                       | 《全知干預視角》                                                     | E91－E92，水晶男孩全體出演                                                                       |
| 2020年2月19日                 | MBC                                                                       | 《黃金漁場 Radio Star》                                              | E657 冰塊～叮！特輯                                                                              |
| 2020年2月24日                 | SBS                                                                       | 《同床異夢2 - 你是我的命運》                                         | E134（僅於片段中出演）                                                                           |
| 2020年3月2日                  | KBS2                                                                      | 《屋塔房的問題兒童們》                                               | E67，與殷志源                                                                                    |
| 2020年4月10日－5月1日         | YouTube上的金九拉的布穀鳥高爾夫TV頻道                                     | 《金九拉的布穀鳥高爾夫TV （页面存档备份，存于）》                    | E05                                                                                              |
| 2020年10月30日－11月27日      | YouTube上的金九拉的布穀鳥高爾夫TV頻道                                     | 《金九拉的布穀鳥高爾夫TV》                                           | E13-0～E13-4                                                                                     |
| 2020年12月11日                | TV朝鮮                                                                    | 《我們離婚了》                                                       | E04（演播室來賓）                                                                                |

| 播出日期               | 頻道                       | 節目名稱           | 備註                                  |
| 2021年2月12日          | KBS2                       | 《柳喜烈的寫生簿》 | E527 春節特輯，水晶男孩全體出演       |
| 2021年2月26日          | YouTube上的TREASURE頻道    | 《TREASURE MAP》   | E35，與殷志源                         |
| 2021年3月9日           | MBC every1                 | 《Video Star》     | E239 G源聚G特輯 Y so Genius，與殷志源 |
| 2021年8月28日          | MBC                        | 《全知干預視角》   | E167（僅於干預片段出演）              |
| 2022年1月29日          | Mnet、tvN                  | 《看見你的聲音9》  | E01（邀請明星），與殷志源             |
| 2022年3月1日           | tvN                        | 《赤裸的世界史》   | E36                                   |
| 2022年5月2日           | TV朝鮮                     | 《迎春花學堂》     | E13                                   |
| 2022年6月16日－6月23日 | YouTube上的STUDIO HOOK頻道 | 《街頭酒霸王2》    | E01－E02，與殷志源                    |

### 電視劇及網路劇
| 播出日期             | 頻道         | 劇名                     | 角色               | 備註                                         |
| 2002年5月28日        | MBC          | 《Non-Stop 3》           |                    | 客串（E478）                                 |
| 2013年9月13日        | KBS2         | 《愛情與戰爭2》          | 俊亨               | 男主角（E86：偶像特輯(3)「我的女人的男人」） |
| 2015年1月2日－1月9日 | tvN          | 《微生物》               | 張克萊             | 男主角                                       |
| 2015年6月28日        | SBS          | 《愛你的時間》           | 男女主角的高中同學 | 客串（E02）                                  |
| 2015年10月7日        | Naver TVCast | 《甜蜜的誘惑》           | 張水院             | 男主角（E02：黑色假期）                      |
| 2018年10月5日        | Netflix      | 《YG戰略資料室》         | 張水院             | 客串（E06、E08）                             |
| 2019年9月16日        | JTBC         | 《花黨：朝鮮婚姻介紹所》 | 章潾晟             | 客串（E01）                                  |

### 電影
| 上映時間      | 電影名稱           | 角色 | 性質   |
| 1998年7月17日 | 《Seventeen》      | 韓奇 | 男配角 |
| 2005年8月19日 | 《Baribari Zzang》 |      | 客串   |

### 音樂劇
| 演出時間             | 劇名             | 角色 |
| 1998年4月25日—5月5日 | 阿里巴巴與40大盜 |      |

### 廣播電台
| 播出日期       | 頻道         | 節目名稱                    |
| 2004年7月20日  | MBC標準FM    | 《崔貞元的感性時代》        |
| 2007年11月22日 | KBS Happy FM | 《FM 人氣歌謠》             |
| 2007年12月1日  | MBC標準FM    | 《金信英的深深打破》        |
| 2007年12月21日 | MBC標準FM    | 《朴貞雅的星夜》            |
| 2007年12月23日 | SBS Power FM | 《Fun fun today》           |
| 2013年8月21日  | SBS Power FM | 《Tony An的old school》     |
| 2013年9月8日   | SBS Power FM | 《丁善熙今天這樣的夜晚》    |
| 2013年12月11日 | SBS Power FM | 《丁善熙今天這樣的夜晚》    |
| 2013年12月15日 | SBS Power FM | 《K.Will的Young street》    |
| 2015年1月6日   | KBS Cool FM  | 《趙優鍾的Music Show》      |
| 2015年1月12日  | SBS Power FM | 《兩點逃脫 Cultwo Show》    |
| 2015年1月12日  | MBC FM4U     | 《FM 約會》                 |
| 2015年1月26日  | KBS Cool FM  | 《劉寅娜的提高音量》        |
| 2017年5月1日   | SBS Power FM | 《兩點逃脫 Cultwo Show》    |
| 2017年5月4日   | MBC標準FM    | 《Kangta的閃耀星夜》        |
| 2017年5月9日   | SBS Power FM | 《崔化精的Power Time》      |
| 2017年5月10日  | MBC FM4U     | 《正午的希望曲金信英》      |
| 2017年5月17日  | MBC FM4U     | 《鄭柔美的FM Date》         |
| 2017年5月19日  | SBS Power FM | 《素賢的Love Game》         |
| 2017年5月22日  | KBS Cool FM  | 《李秀智的歌謠廣場》        |
| 2017年8月26日  | CROSS FM     | 《K-story》                 |
| 2017年9月1日   | InterFM      | 《Refill Korea!》           |
| 2017年9月27日  | SBS Power FM | 《崔化精的Power Time》      |
| 2017年10月12日 | SBS Power FM | 《李菊主的Young Street》    |
| 2019年12月10日 | KBS Cool FM  | 《尹正秀 南昶熙的Mr Radio》 |
| 2020年1月28日  | NAVER NOW    | 《5時55分》                 |
| 2020年2月3日   | SBS Power FM | 《兩點逃脫 Cultwo Show》    |
| 2020年2月3日   | MBC標準FM    | 《燦多的閃耀星夜》          |
| 2020年2月5日   | KBS Cool FM  | 《姜漢娜的提高音量》        |
| 2020年2月6日   | KBS Cool FM  | 《文熙俊的Music Show》      |
| 2020年2月6日   | MBC標準FM    | 《IDOL RADIO》              |
| 2020年2月10日  | MBC FM4U     | 《正午的希望曲金信英》      |
| 2020年2月14日  | KBS Cool FM  | 《鄭恩地的歌謠廣場》        |
| 2020年2月17日  | MBC FM4U     | 《Good Morning FM張聖圭》   |
| 2020年2月27日  | SBS Power FM | 《Boom Boom Power》         |
| 2021年2月10日  | MBC標準FM    | 《金伊娜的閃耀星夜》        |
| 2022年10月18日 | MBC FM4U     | 《2點的約會Muzie安英美》    |

### MV與預告片
- 2007年 -  The Name（朝鲜语：더네임）MV《이별...후에》[97]
- 2014年12月2日＆3日 -  孫勝妍單曲《聽說下初雪了》預告片（兩支）[98]

## 其他作品
| - 2015年 《IZE》 1月刊 - 2015年 《ELLE》 2月刊 - 2015年 《红秀GRAZIA》 2月刊 - 2015年 《Men's Health》 2月刊 - 2015年 《Woman Sense》 2月刊 - 2015年 《THE CELEBRITY》 3月刊 - 2015年 《Instyle》 4月刊 - 2015年 《Kwave》 4月刊 - 2015年 《bntnews》 時尚寫真 | - 2014年《LG U+》電信廣告 （页面存档备份，存于） - 2014年《Kunlun》 角色扮演游戏-勇敢的英雄代言 - 2014年《LG化学》化生廣告 （页面存档备份，存于） - 2015年《農心集團》拉麵零嘴CF A （页面存档备份，存于）零嘴CF B （页面存档备份，存于） - 2015年《Spopad》智能健肌儀 （页面存档备份，存于） - 2016年《韓方醫院》脖子Ver. （页面存档备份，存于）肩膀Ver. （页面存档备份，存于） 腰Ver. （页面存档备份，存于） - 2016年《ECLADO》化妝品 |  |

## 演唱會與其它演出

### 水晶男孩演唱會
請參考水晶男孩頁面

### J-Walk演唱會
- 小型live演唱會 [100]

| 日期           | 城市 | 地點   | 備註                     |
| 2007年10月15日 | 首爾 | 大學路 | 特別嘉賓：殷志源、李宰鎮 |

- DSP Media 首次家族演唱會『DSP Festival』[101]

| 日期           | 城市 | 地點               | 備註                             |
| 2013年12月11日 | 首爾 | 首爾蠶室綜合體育館 | 共同出席：殷志源、金在德、張水院 |

### 其他活動
| 日期           | 名稱                                       | 地點                      |
| 2016年6月9日   | 第13屆Campus Attack                        | 慶熙大學                  |
| 2016年10月18日 | 2017春夏首爾時裝週—BEYOND CLOSET品牌發佈會 | 首爾市東大門設計廣場(DDP) |

## 其他
- 2002年 - SBS歌謠大戰 人氣獎（與姜成勳共同獲獎）

### 腳註
1. ↑  成員包括張水院、朴俊炯、李智慧、慧潾
2. ↑  試播節目歸為其他綜藝
3. ↑  每三集出演一次
4. ↑  每二集出演一次

## 外部連結
- 張水院的Instagram帳戶
- 水晶男孩官方的Facebook專頁